# Saint-Sauveur-la-Pommeraye
Saint-Sauveur-la-Pommeraye är en kommun i departementet Manche i regionen Normandie i norra Frankrike. Kommunen ligger i kantonen Bréhal som tillhör arrondissementet Coutances. År 2022 hade Saint-Sauveur-la-Pommeraye 401 invånare.

## Befolkningsutveckling
Antalet invånare i kommunen Saint-Sauveur-la-Pommeraye
| Referens: INSEE |